# Massignano
Massignano é uma comuna italiana da região das Marcas, província de Ascoli Piceno, com cerca de 1 588 habitantes. Estende-se por uma área de 16 km², tendo uma densidade populacional de 99 hab/km². Faz fronteira com Campofilone, Cupra Marittima, Montefiore dell'Aso, Ripatransone.

## Demografia
| Variação demográfica do município entre 1861 e 2011                               |
|                                                                                   |
| Fonte: Istituto Nazionale di Statistica (ISTAT) - Elaboração gráfica da Wikipedia |